# Campanularia morgansi
Campanularia morgansi is een hydroïdpoliep uit de familie Campanulariidae. De poliep komt uit het geslacht Campanularia. Campanularia morgansi werd in 1957 voor het eerst wetenschappelijk beschreven door Millard. 